# FIFA-Konföderationen-Pokal 2017/Finalrunde
Dieser Artikel umfasst die Spiele der Finalrunde beim FIFA-Konföderationen-Pokal 2017 mit allen statistischen Details.

## Halbfinale

### Portugal – Chile 0:0 n. V., 0:3 i. E.
| Portugal                                                           | Portugal | Chile | Chile | Aufstellung                      |
| ------------------------------------------------------------------ | --- | --- | ----- | -------------------------------- |
| Portugal                                                           | \| 28. Juni 2017 um 21:00 Uhr (20:00 Uhr MESZ) in Kasan (Kasan-Arena) \| \| Zuschauer: 40.855 \| \| Schiedsrichter: Alireza Faghani ( Iran) \| \| Spielbericht \| | \| 28. Juni 2017 um 21:00 Uhr (20:00 Uhr MESZ) in Kasan (Kasan-Arena) \| \| Zuschauer: 40.855 \| \| Schiedsrichter: Alireza Faghani ( Iran) \| \| Spielbericht \| | Chile | Aufstellung Portugal gegen Chile |
| Portugal                                                           | Rui Patrício – Cédric Soares, Bruno Alves, José Fonte, Eliseu – Bernardo Silva (83. Ricardo Quaresma), Adrien Silva (102. João Moutinho), William Carvalho, André Gomes (116. Gelson Martins) – André Silva (76. Nani), Cristiano Ronaldo Cheftrainer: Fernando Santos | Claudio Bravo – Mauricio Isla (120. José Pedro Fuenzalida), Gary Medel, Gonzalo Jara, Jean Beausejour – Charles Aránguiz, Marcelo Díaz, Pablo Hernández (112. Francisco Silva) – Arturo Vidal – Eduardo Vargas (86. Martín Rodríguez), Alexis Sánchez Cheftrainer: Juan Antonio Pizzi ( Spanien) | Chile | Aufstellung Portugal gegen Chile |
| Portugal                                                           | Elfmeterschießen | | Chile | Aufstellung Portugal gegen Chile |
| Portugal                                                           | Bravo hält Strafstoß von Ricardo Quaresma Bravo hält Strafstoß von João Moutinho Bravo hält Strafstoß von Nani | 0:1 Vidal 0:2 Aránguiz 0:3 Sánchez | Chile | Aufstellung Portugal gegen Chile |
| Portugal                                                           | William Carvalho (31.), André Silva (43.), José Fonte (96.), Bernardo Silva (111.), Cédric Soares (114.) | Jara (23.), Hernández (51.) | Chile | Aufstellung Portugal gegen Chile |
| Portugal                                                           | Spieler des Spiels: Claudio Bravo (Chile) | | Chile | Aufstellung Portugal gegen Chile |
| 28. Juni 2017 um 21:00 Uhr (20:00 Uhr MESZ) in Kasan (Kasan-Arena) | | |       |                                  |
| Zuschauer: 40.855                                                  | | |       |                                  |
| Schiedsrichter: Alireza Faghani ( Iran)                            | | |       |                                  |
| Spielbericht                                                       | | |       |                                  |

### Deutschland – Mexiko 4:1 (2:0)
| Deutschland                                                                     | Deutschland | Mexiko | Mexiko | Aufstellung                          |
| ------------------------------------------------------------------------------- | --- | --- | ------ | ------------------------------------ |
| Deutschland                                                                     | \| 29. Juni 2017 um 21:00 Uhr (20:00 Uhr MESZ) in Sotschi (Olympiastadion Sotschi) \| \| Zuschauer: 37.923 \| \| Schiedsrichter: Néstor Pitana ( Argentinien) \| \| Spielbericht \|                                                                                 | \| 29. Juni 2017 um 21:00 Uhr (20:00 Uhr MESZ) in Sotschi (Olympiastadion Sotschi) \| \| Zuschauer: 37.923 \| \| Schiedsrichter: Néstor Pitana ( Argentinien) \| \| Spielbericht \| | Mexiko | Aufstellung Deutschland gegen Mexiko |
| Deutschland                                                                     | Marc-André ter Stegen – Joshua Kimmich, Matthias Ginter, Antonio Rüdiger – Benjamin Henrichs, Leon Goretzka (67. Emre Can), Sebastian Rudy, Jonas Hector – Lars Stindl (78. Julian Brandt), Julian Draxler (81. Amin Younes) – Timo Werner Cheftrainer: Joachim Löw | Guillermo Ochoa – Miguel Layún, Néstor Araujo, Héctor Moreno , Oswaldo Alanís – Jonathan dos Santos (66. Rafael Márquez), Héctor Herrera, Giovani dos Santos (62. Marco Fabián) – Raúl Jiménez, Chicharito, Javier Aquino (46. Hirving Lozano) Cheftrainer: Juan Carlos Osorio ( Kolumbien) | Mexiko | Aufstellung Deutschland gegen Mexiko |
| Deutschland                                                                     | 1:0 Goretzka (6.) 2:0 Goretzka (8.) 3:0 Werner (59.) 4:1 Younes (90.+1′) | 3:1 Fabián (89.) | Mexiko | Aufstellung Deutschland gegen Mexiko |
| Deutschland                                                                     | Can (72.) | Jiménez (55.) | Mexiko | Aufstellung Deutschland gegen Mexiko |
| Deutschland                                                                     | Das Tor von Marco Fabián wurde nach dem Turnier zum Tor des Turniers gewählt. | | Mexiko | Aufstellung Deutschland gegen Mexiko |
| Deutschland                                                                     | Spieler des Spiels: Leon Goretzka (Deutschland) | | Mexiko | Aufstellung Deutschland gegen Mexiko |
| 29. Juni 2017 um 21:00 Uhr (20:00 Uhr MESZ) in Sotschi (Olympiastadion Sotschi) | | |        |                                      |
| Zuschauer: 37.923                                                               | | |        |                                      |
| Schiedsrichter: Néstor Pitana ( Argentinien)                                    | | |        |                                      |
| Spielbericht                                                                    | | |        |                                      |

## Spiel um Platz 3

### Portugal – Mexiko 2:1 n. V. (1:1, 0:0)
| Portugal                                                               | Portugal | Mexiko | Mexiko | Aufstellung                       |
| ---------------------------------------------------------------------- | --- | --- | ------ | --------------------------------- |
| Portugal                                                               | \| 2. Juli 2017 um 15:00 Uhr (14:00 Uhr MESZ) in Moskau (Otkrytije Arena) \| \| Zuschauer: 42.659 \| \| Schiedsrichter: Fahad al-Mirdasi ( Saudi-Arabien) \| \| Spielbericht \|                                                                  | \| 2. Juli 2017 um 15:00 Uhr (14:00 Uhr MESZ) in Moskau (Otkrytije Arena) \| \| Zuschauer: 42.659 \| \| Schiedsrichter: Fahad al-Mirdasi ( Saudi-Arabien) \| \| Spielbericht \| | Mexiko | Aufstellung Portugal gegen Mexiko |
| Portugal                                                               | Rui Patrício – Nélson Semedo, Pepe, Luís Neto, Eliseu – Gelson Martins, João Moutinho (82. Adrien Silva), Danilo Pereira (82. André Gomes), Pizzi (91. William Carvalho) – André Silva, Nani (70. Ricardo Quaresma) Cheftrainer: Fernando Santos | Guillermo Ochoa – Miguel Layún, Néstor Araujo, Héctor Moreno, Luis Ricardo Reyes – Héctor Herrera, Rafael Márquez (106. Marco Fabián), Andrés Guardado (80. Jonathan dos Santos) – Carlos Vela, Oribe Peralta (61. Hirving Lozano), Chicharito (85. Raúl Jiménez) Cheftrainer: Juan Carlos Osorio ( Kolumbien) | Mexiko | Aufstellung Portugal gegen Mexiko |
| Portugal                                                               | 1:1 Pepe (90.+1′) 2:1 Adrien Silva (104., Handelfmeter) | 0:1 Luís Neto (54., Eigentor) | Mexiko | Aufstellung Portugal gegen Mexiko |
| Portugal                                                               | Nélson Semedo (26.) | Márquez (16.), Jiménez (94.), Moreno (98.) | Mexiko | Aufstellung Portugal gegen Mexiko |
| Portugal                                                               | Nélson Semedo (106.) | Jiménez (112.) | Mexiko | Aufstellung Portugal gegen Mexiko |
| Portugal                                                               | Ochoa hält Elfmeter von André Silva (16.) | Juan Carlos Osorio wurde am 7. Juli 2017 von der FIFA aufgrund ehrverletzender Worte und aggressivem Verhalten gegenüber den Spieloffiziellen für sechs Pflichtspiele gesperrt, die er beim CONCACAF-Gold-Cup 2017 und einem Spiel der Qualifikation für die WM 2018 verbüßen musste.                          | Mexiko | Aufstellung Portugal gegen Mexiko |
| Portugal                                                               | Spieler des Spiels: Guillermo Ochoa (Mexiko) | | Mexiko | Aufstellung Portugal gegen Mexiko |
| 2. Juli 2017 um 15:00 Uhr (14:00 Uhr MESZ) in Moskau (Otkrytije Arena) | | |        |                                   |
| Zuschauer: 42.659                                                      | | |        |                                   |
| Schiedsrichter: Fahad al-Mirdasi ( Saudi-Arabien)                      | | |        |                                   |
| Spielbericht                                                           | | |        |                                   |

## Finale

### Chile – Deutschland 0:1 (0:1)
| Chile                                                                               | Chile | Deutschland | Deutschland | Aufstellung                         |
| ----------------------------------------------------------------------------------- | --- | --- | ----------- | ----------------------------------- |
| Chile                                                                               | \| 2. Juli 2017 um 21:00 Uhr (20:00 Uhr MESZ) in Sankt Petersburg (Krestowski-Stadion) \| \| Zuschauer: 57.268 \| \| Schiedsrichter: Milorad Mažić ( Serbien) \| \| Spielbericht \|                                                                                               | \| 2. Juli 2017 um 21:00 Uhr (20:00 Uhr MESZ) in Sankt Petersburg (Krestowski-Stadion) \| \| Zuschauer: 57.268 \| \| Schiedsrichter: Milorad Mažić ( Serbien) \| \| Spielbericht \|                                                               | Deutschland | Aufstellung Chile gegen Deutschland |
| Chile                                                                               | Claudio Bravo – Mauricio Isla, Gary Medel, Gonzalo Jara, Jean Beausejour – Charles Aránguiz (81. Ángelo Sagal), Marcelo Díaz (53. Leonardo Valencia), Pablo Hernández – Arturo Vidal – Eduardo Vargas (81. Edson Puch), Alexis Sánchez Cheftrainer: Juan Antonio Pizzi ( Spanien) | Marc-André ter Stegen – Matthias Ginter, Antonio Rüdiger, Shkodran Mustafi – Joshua Kimmich, Lars Stindl, Sebastian Rudy, Jonas Hector – Leon Goretzka (90.+1′ Niklas Süle), Julian Draxler – Timo Werner (79. Emre Can) Cheftrainer: Joachim Löw | Deutschland | Aufstellung Chile gegen Deutschland |
| Chile                                                                               | 0:1 Stindl (20.) | | Deutschland | Aufstellung Chile gegen Deutschland |
| Chile                                                                               | Vidal (59.), Jara (65.), Vargas (75.), Bravo (90.) | Kimmich (59.), Can (90.), Rudy (90.+1′) | Deutschland | Aufstellung Chile gegen Deutschland |
| Chile                                                                               | Spieler des Spiels: Marc-André ter Stegen (Deutschland) | | Deutschland | Aufstellung Chile gegen Deutschland |
| 2. Juli 2017 um 21:00 Uhr (20:00 Uhr MESZ) in Sankt Petersburg (Krestowski-Stadion) | | |             |                                     |
| Zuschauer: 57.268                                                                   | | |             |                                     |
| Schiedsrichter: Milorad Mažić ( Serbien)                                            | | |             |                                     |
| Spielbericht                                                                        | | |             |                                     |

Besonderes Vorkommnis: Schiedsrichter Mažić übersieht eine Tätlichkeit, einen Ellbogenschlag von Jara gegenüber Werner, in der 63. Minute zunächst komplett und gibt Jara nach Hinzuziehen des Videobeweises nur die gelbe Karte.